# Liste der Naturdenkmale in Dreifelden
Die Liste der Naturdenkmale in Dreifelden nennt die im Gemeindegebiet von Dreifelden ausgewiesenen Naturdenkmale (Stand 13. Juni 2024).

## Naturdenkmale
| Nr.         | Bezeichnung                                      | Lage           | Beschreibung | Bild            |
| ----------- | ------------------------------------------------ | -------------- | ------------ | --------------- |
| ND-7143-414 | Friedenseiche gegenüber der evangelischen Kirche | Eichenweg Lage | Quercus sp.  | Fotos hochladen |